# Polskie Towarzystwo Teozoficzne
Polskie Towarzystwo Teozoficzne – oddział Towarzystwa Teozoficznego zainicjowany niedługo po odzyskaniu przez Polskę niepodległości po I wojnie światowej, formalnie włączony do międzynarodowych struktur w 1923 roku. Sekcja narodowa musiała liczyć co najmniej siedem ognisk regionalnych i ponad 100 członków, aby zyskać ten status.
Do inicjatorów i pierwszych członków Polskiego Towarzystwa Teozoficznego należeli: Wanda Dynowska, Janina Pawłowska, Zofia Wojnarowska, Jerzy Znamierowski, Henryk Munch, Ewelina i Janina Karasiówny. Kolejno dołączali do niego Tadeusz i Zofia Bibrowie, Maurycy Frydman, Irena Korsak, Elżbieta i Tadeusz Bocheńscy oraz Michał Tokarzewski-Karaszewicz.
Polskie Towarzystwo Teozoficzne wydawało kwartalnik „Przegląd Teozoficzny”, uczestniczyło w międzynarodowych kongresach, prowadziło działalność edukacyjną, społeczną i szkoły letnie. Łączyło przekonanie o tym, że „nie ma religji wyższej nad prawdę” z przywiązaniem do nauk Annie Besant i Jiddy Krishnamurtiego. Ważną myślicielką dla tego kręgu w okresie międzywojennym była Wanda Dynowska, inspirująca się m.in. filozoficzno-religijnymi konceptami polskich romantyków.